# 龙腾街道 (桐城市)
龙腾街道是中国安徽省安庆市桐城市下辖的一个街道，2010年11月29日成立。龙腾街道面积43.2平方公里，人口4.7万人。

## 行政区划
龙腾街道下辖以下村级行政区划单位
中心社区、老街社区、高桥村、桐梓村、镇东村、红庙村、晴岚村、金地村、桐溪村、复东村、九年村、清水塘村、铁山村、姜范圩村、砂岗村、陷泥村、跃进村、南口村、王店村、长岗村、古井村、双河村和光明村。